# نام أكس (أتش يو في)
فوزي النجاح، مهندس ومخترع مغربي، ومؤسس شركة نامكس، يحمل الجنسية المغربية رغم ذلك الا ان هذه سيارة فرنسية الجنسية ، يقيم في باريس العاصمة الفرنسية في إيراجني (فال دواز)، من مواليد عام ألف وتسعمائة وأربعة وتسعون ميلادي، يبلغ من العمر تسعة وعشرين عاما.عمل مع العديد من الشركات الناشئة في باريس، كما عمل فوزي النجاح مع شركة تصنيع السّيارات الألمانية “فولكس فاغن”، حيث أخذ تدريبه في مجال السيارات. كما يعتبر واحد من ضمن الشخصيات البارزة في الاختراعات والابتكارات التقنية الحديثة.
سيارة نام إكس أو ناميكس أو يختصر بالـ"نام إكس إتش يو في" (بالإنجليزية: NamX HUV) هي سيارة، رباعية الدفع، بدلاً من طاقة مادية تعمل بال بنزين من نوع كروس أوفر تعمل بطاقة هيدروجينية،وتعتبر منتوجا مغربيا مركب في المملكة المغربية، ويدخل الاختراع في عالم السيارات الصديقة للبيئة، و تشرف الملك محمد السادس على رعاية هدا المشروع الواعد كأول سيارة في العالم تعمل جزئيا بنظام خزان قابل للإزالة حاصل على براءة اختراع، كما تعتبر السيارة نموذجاً واعدا في المستقبل، وباعتبارها مركبات تعمل بالطاقات المتجددة البديلة، تعود فكرة الاختراع لمخترع مغربي متخصص في صنع محركات مركبات مفيدة للبيئة و من طرف شركة مغربية مختصصة NamX Motors، و طرحت فكرة تصميم السيارة و تزويدها بالطاقة المتجددة بدلاً من الطاقة البترولية بالتعاون مع شركة تصميم مركبات إيطالية شهيرة بينينفارينا ومن كفاءات مغربية لصناعات المغرب للسيارات.

## مقرها
يوجد مقر الشركة المصنعة للسيارات في المغرب.

## الجيل الأول 2022
جرى تصميم النموذج الأولي للسيارة بشراكة مع المكتب الإيطالي للتصميم المتخصص في هياكل السيارات pininfarina بينينفارينا. وقد تم إبداع التصميم الداخلي للمركبة من طرف كفاءات مغربية. ويصل سعر السيارة المبدئي إلى 65 ألف أورو ما يعدل 296 ألف سنتيم درهم مغربي.
انطلق العمل على مشروع سيارة نامكس كفكرة سنة 2017، حيث مر مشروع عبر مجموعة من التجارب التقنية والميدانية توجت بالإعلان عن أول سيارة محلية الصنع تعمل على مادة الـهيدروجين الخضراء سنة 2022.

### السمات
من بين الميزات التي تم تقديمها مع الطراز الجديد، أنها سيارة صديقة للبيئة بـ0% انبعاثات كاربونية، متعددة الأغراض HUV، وتتراوح قوة محركها ما بين 300 و550 حصان، ومزودة بخزان يحتوي على ست كبسولات محمولة من أجل تسهيل التزود بالهيدروجين وتسريع شحنه التي لا تتجاوز 4 دقائق، وهو ما يمكنها من السير إلى 800 كيلومتر. ويبلغ طولها 4.90 مترا وعرضها متران وارتفاعها 1.60 مترا.
ومن أجل تقليل القيود المتعلقة بالسفر الخالي من الكربون مثل وقت الشحن ووقت التوقف عن العمل والقرب من المحطات ، ستقدم NamX صيغة خاصة تتوقع من خلالها إحداث نظام توصيل إلى المنازل قائم على الاشتراك، سيمكن استخدام الكبسولات في مناسبات متعددة.

### التسويق والإنتاج
لم تدخل السيارة بعدُ مرحلة التسويق للعموم، ومن المرتقب أن يتم طرح السيارة في نهاية 2025

## أنظر أيضاً
- صناعة السيارات في المغرب
- لاراكي
- ناميكس موتورز